# Ballito
Ballito est une station balnéaire de KwaZulu-Natal en Afrique du Sud, située à environ 40 kilomètres au nord de Durban. Elle fait partie de la municipalité de KwaDukuza.

## Quelques chiffres
- Date de fondation : 1954
- Population : 19234 (estimation 2011)
- Aire urbaine : 22.16 km²
- Densité de population : 870 habitants/km²

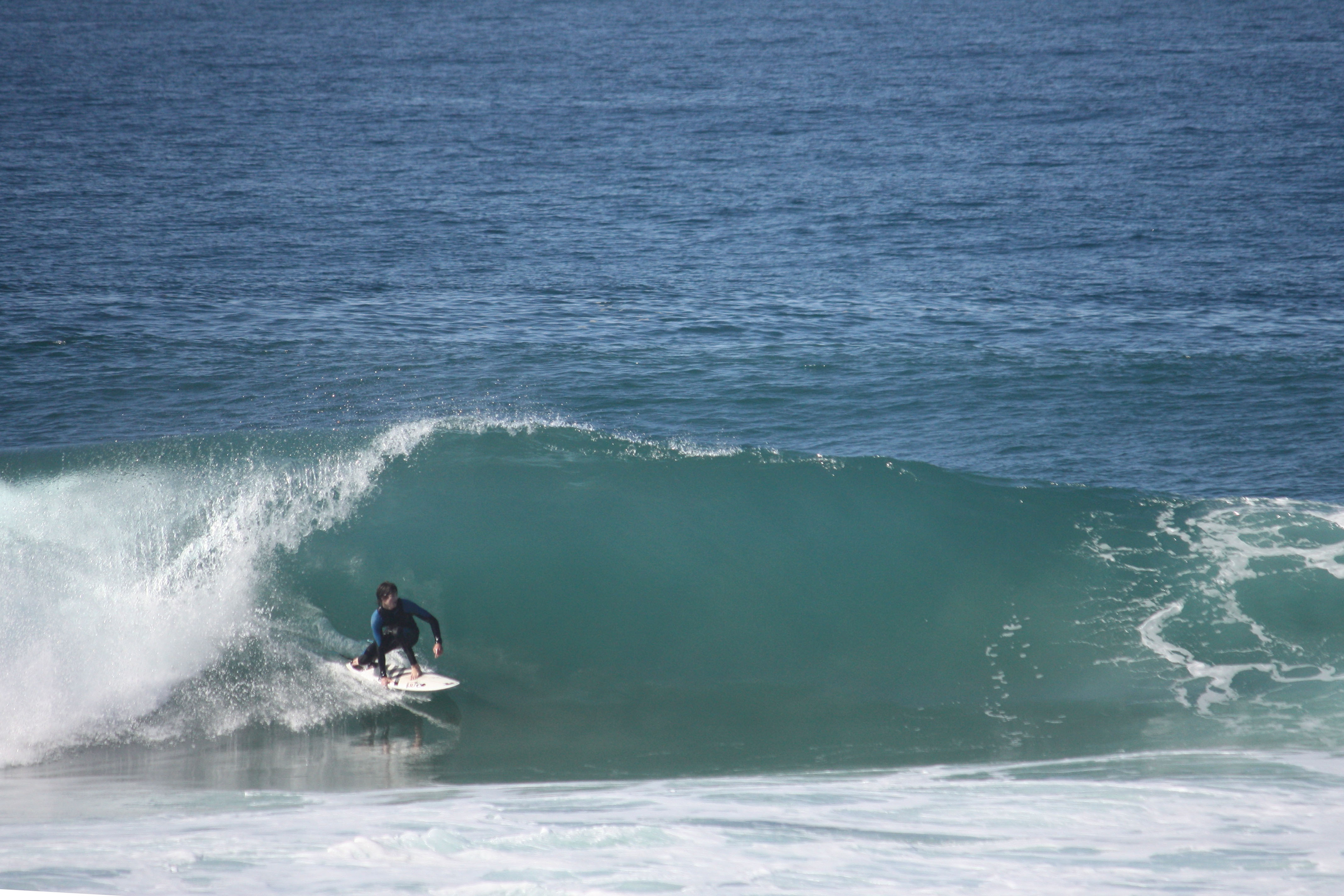
Surfeur sur la plage de Ballito.